# Антипенко Віктор Олександрович
Антипенко Віктор Олександрович (нар. 5 вересня 1996, с. Снігурівка, Миколаївська область, Україна) — український спортсмен з порушеннями слуху з боротьби греко-римського та вільного стилю. Срібний та бронзовий призер Літніх Дефлімпійських ігор 2017 року. Багаторазовий призер чемпіонатів Європи та світу серед спортсменів з порушеннями слуху. Багаторазовий чемпіон України з боротьби серед спортсменів з порушеннями слуху, п'ятиразовий призер чемпіонатів України. Майстер спорту України міжнародного класу з вільної боротьби серед спортсменів з порушеннями слуху, Майстер спорту України з вільної боротьби.

## Біографія
Народився 5 вересня 1996 року у с.Снігурівка, Миколаївської області. Батько — Антипенко Олександр Вікторович, вчитель, мати — Антипенко Лариса Василівна, вихователь. Повністю втратив слух у 6 місяців. У 1999 році родина переїхала до м. Миколаїв. У 2015 році закінчив Миколаївську спецшколу-інтернат для глухих дітей № 6. У 2021 році закінчив магістратуру Чорноморського національного університету імені Петра Могили за спеціальністю «Фізична культура та спорт».
Повна відсутність слуху не стала перепоною для розвитку Віктора у спорті. Він почав займатися боротьбою з 7 років в ДЮСШ № 7 м. Миколаїв, у якій тренується і до цього часу. Його першим тренером був Олександр Анатолійович Антоненко. З 2008 року його особистим тренером є Георгій Сергійович Пєтков. Тренери бачили потенціал Віктора тож ставили його завжди на рівні з іншими спортсменами. Віктор брав участь у змаганнях не лише серед спортсменів з порушеннями слуху під егідою «Інваспорту», а й у звичних всеукраїнських та міжнародних змаганнях, турнірах, кубках. Серед досягнень Віктора — призові місця чемпіонатів України та звання Майстер спорту України.

## Спортивні досягнення

### Національні
Чемпіон України з вільної та греко-римської боротьби серед спортсменів з порушеннями слуху у 2014, 2016, 2017, 2018, 2019, 2020, 2021, 2022, 2024, 2025 рр. Вагова категорія — 97 кг.
- 3 місце — Чемпіонат України з греко-римської боротьби (юніорів), вагова категорія 97 кг — 2015 рік.
- 3 місце — Чемпіонат України з греко-римської боротьби (юніорів), вагова категорія 97 кг — 2016 рік.
- 3 місце — Чемпіонат України з греко-римської боротьби (до 23 років), вагова категорія 97 кг — 2016 рік.
- 3 місце — Чемпіонат України з вільної боротьби (до 23 років), вагова категорія 97 кг — 2019 рік.
- 3 місце — Чемпіонат України з вільної боротьби (дорослі), вагова категорія 97 кг — 2022 рік.
- 3 місце — Кубок України з вільної боротьби, вагова категорія 97 кг — 2018 рік.
- 3 місце — Кубок України з вільної боротьби, вагова категорія 97 кг — 2020 рік.
- 3 місце — Кубок України з вільної боротьби, вагова категорія 97 кг — 2022 рік.

### Міжнародні
Багаторазовий призер та учасник міжнародних турнірів з вільної боротьби.

#### Серед спортсменів з порушеннями слуху
- 1 місце — Чемпіонат Європи з греко-римської боротьби (кадети), вагова категорія 69 кг — 2011 рік, Єреван, Арменія.
- 2 місце — Чемпіонат Європи з вільної боротьби (кадети), вагова категорія 69 кг — 2011 рік, Єреван, Арменія.
- 1 місце — Чемпіонат світу з вільної боротьби (юніори), вагова категорія 96 кг — 2014 рік, Єреван, Арменія.
- 2 місце — Чемпіонат світу з греко-римської боротьби (юніори), вагова категорія 96 кг — 2014 рік, Єреван, Арменія.
- 3 місце — Чемпіонат Європи з вільної боротьби (юніори), вагова категорія 96 кг — 2015 рік, Тбілісі, Грузія.
- 3 місце — Чемпіонат світу з вільної боротьби, вагова категорія 97 кг — 2016 рік, Тегеран, Іран.
- 2 місце — Дефлімпійські ігри, вільна боротьба, вагова категорія 97 кг — 2017 рік, Самсун, Туреччина.
- 3 місце — Дефлімпійські ігри, греко-римська боротьба, вагова категорія 97 кг — 2017 рік, Самсун, Туреччина.
- 2 місце — Чемпіонат Європи з греко-римської боротьби, вагова категорія 97 кг — 2019 рік, Гомель, Білорусь.
- 3 місце — Чемпіонат Європи з вільної боротьби, вагова категорія 97 кг — 2019 рік, Гомель, Білорусь.
- 2 місце — Чемпіонат світу з греко-римської боротьби, вагова категорія 97 кг — 2021 рік, Стамбул, Туреччина.
- 1 місце — Чемпіонат світу з вільна боротьби, вагова категорія 97 кг — 2023 рік, Бішкек, Киргизстан.

## Нагороди та звання
- Орден «За заслуги» III ступеня (2017 р.)
- Майстер спорту України з вільної боротьби (2018 р.)
- Майстер спорту України міжнародного класу з вільної боротьби серед спортсменів з порушеннями слуху (2014 р.)

## Сім'я
Одружений, виховує доньку Олександру (2018 р.). Дружина — Антипенко Марія Олександрівна, за освітою сурдопедагог та психолог.

### Публікації у ЗМІ
- https://chmnu.edu.ua/viktor-antipenko-bronzovij-prizer-deflimpiadi-2017/ [Архівовано 26 лютого 2022 у Wayback Machine.]
- https://www.laginlib.org.ua/moya-mykolayivshhyna/chest-i-slava-sportyvnoyi-mykolayivshhyny/sportsmeny-deflimpijtsi/antypenko-viktor-oleksandrovych/ [Архівовано 8 травня 2021 у Wayback Machine.]
- https://news.pn/ru/sport/256498 [Архівовано 13 березня 2022 у Wayback Machine.]